# Schitu Duca
Schitu Duca è un comune della Romania di 4 476 abitanti, ubicato nel distretto di Iași, nella regione storica della Moldavia.
Il comune è formato dall'unione di 8 villaggi: Blaga, Dumitreștii Gălății, Pocreaca, Poiana, Poieni, Satu Nou, Schitu Duca, Slobozia.
Schitu Duca fa parte della Zona Metropolitana di Iași.